# Върни се, малка моя
„Върни се, малка моя“ (на английски: Come Back, Little Sheba) е американска романтична драма от 1952 г. на режисьора Даниел Ман в режисьорския си дебют и е разпространен от „Парамаунт Пикчърс“. Сценарият е адаптиран от Кети Фрингс по едноименната пиеса, написана от Уилям Индж през 1950 г. Във филма участват Бърт Ланкастър, Шърли Бут, Тери Мур и Ричард Джекел.